# Ісраель Кац
Ісраель Кац (івр. ישראל כץ, нар. 21 вересня 1955, Ашкелон) — ізраїльський політик і державний діяч. Міністр сільського господарства Ізраїлю (2003—2006), Міністр транспорту Ізраїлю (2009—2019), Міністр енергетики, інфраструктури та вод Ізраїлю (2022—2023), Міністр закордонних справ Ізраїлю (2019—2020, у 2024 році), Міністр оборони Ізраїлю (з 2024 року).

## Біографія
Ісраель Кац народився 21 вересня 1955 року в місті Ашкелон. Закінчив військову службу в чині капітана. Політичну діяльність розпочав у рядах партії Херут. Був спеціальним помічником Аріеля Шарона. У листопаді 1998 року обраний в Кнесет у списку Лікуда, замість вибулого Ехуда Ольмерта, який не міг суміщати пост мера Єрусалиму з парламентською діяльністю.
2003 року, після виборів до Кнесету 16-го скликання, Кац призначений міністром сільського господарства де пропрацював три роки.
Після сформування уряду Біньяміном Нетаньягу, 31 березня 2009 року призначений міністром транспорту.
У лютому 2010 року Верховний суд зобов'язав Каца видати інструкції на основі висновків комітету про те, що гендерна сегрегація в громадських автобусах є незаконною і що роздільне сидіння не може бути примусовим, як це робила організація «Харедіс». Кац, взявши на себе зобов'язання виконати рекомендації, відповів, що автобуси можуть містити знаки, які вказують на те, що гендерна сегрегація є добровільною. Спільнота хареді вважала цю відмову від примусу перемогою . Судді Верховного суду розкритикували рішення Каца дозволити подальшу експлуатацію автобусів, розділених за статевою ознакою .
У липні 2011 року Кац підтвердив, що держава субсидує автобусні квитки в межах поселень на Західному березі, що робить їх дешевшими, ніж квитки на поїздки в межах «зеленої лінії». За словами Каца, цей крок мав на меті стимулювати поселенців користуватися броньованим громадським транспортом у межах Західного берега, що нібито зменшило б державні витрати на утримання військового та охоронного супроводу для неброньованих приватних транспортних засобів .
Кац був переобраний у 2013 році і залишився міністром транспорту в новому уряді. Після того, як він посів четверте місце в списку Лікуду, він був переобраний у 2015 році, після чого був призначений міністром розвідки в новому уряді, а також залишився міністром транспорту .
У лютому 2019 року Кац обійняв посаду міністра закордонних справ .
17 травня 2020 року Кац став міністром фінансів, коли був приведений до присяги тридцять п'ятий уряд Ізраїлю .
1 січня 2024 року Кац вдруге обійняв посаду міністра закордонних справ після того, як Кнесет схвалив угоду про розподіл влади, що призвело до заміни Елі Коена .
У липні 2024 року він взяв участь у саміті НАТО 2024 року у Вашингтоні, округ Колумбія. Кац попередив про ірано-російський альянс і небезпеку, яку становлять Іран і Китай, а також зустрівся з міністрами закордонних справ Данії, Нідерландів, Чехії, США, Німеччини, Південної Кореї і Канади .

## Кримінальні переслідування
У 2007 році поліція Ізраїлю звинуватила Каца в шахрайстві та порушенні громадської довіри. У 2009 році прокуратура закрила справу.

## Особисте життя
Ісраель Кац живе в мошаві Кфар-Ахім. Одружений, має двох дітей.